# Preambul

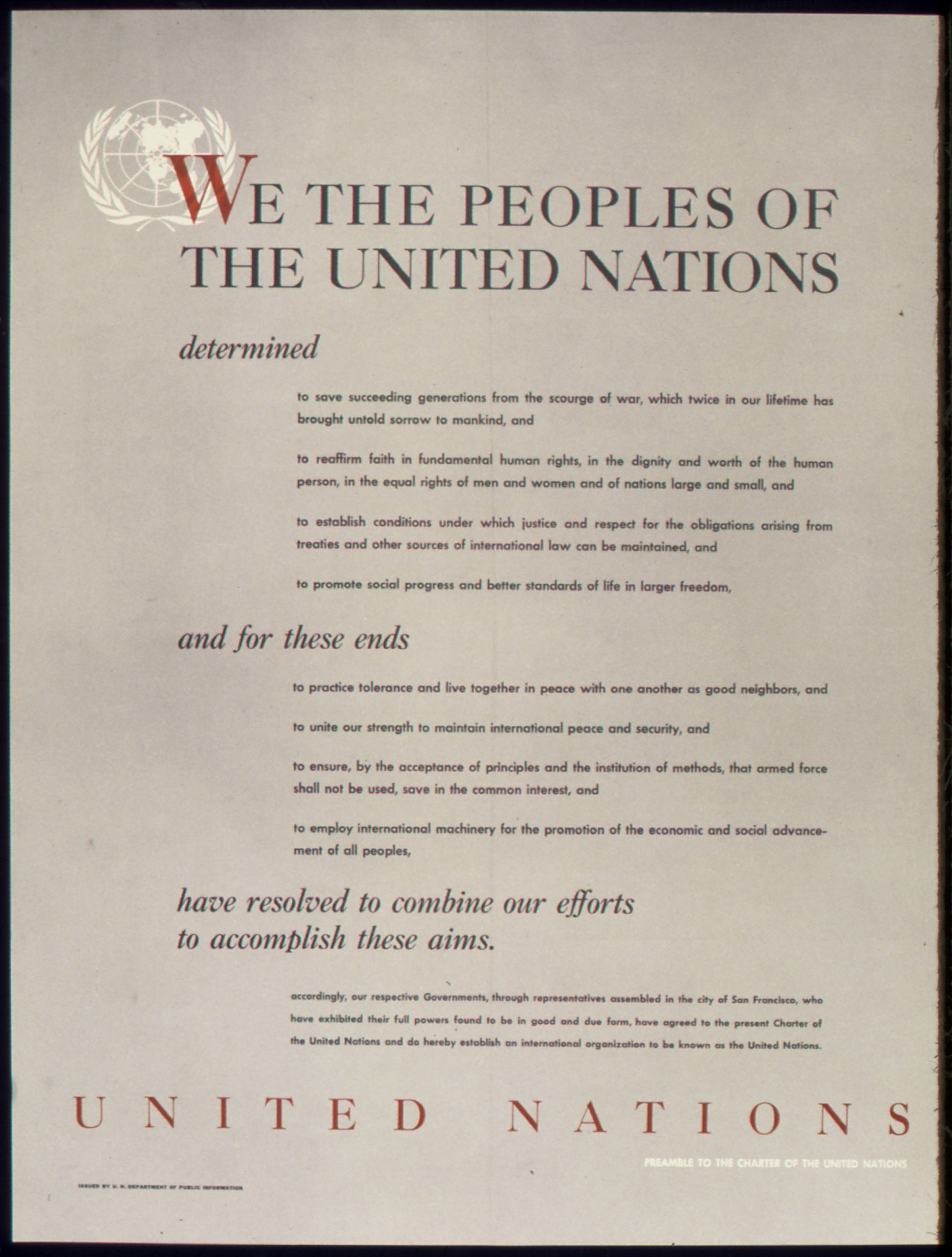
Preambul la Carta Națiunilor Unite

Preambulul (din franceză Préambule) este partea introductivă (introducere, precuvântare, prefață, cuvânt înainte) a unui discurs, a unei scrieri, a unei convorbiri, în care sunt expuse rezumativ problemele ce vor fi dezvoltate ulterior.
Din punct de vedere juridic, preambulul este partea introductiva a unui act normativ (lege, hotărâre de guvern, decret) ori a unui document internațional (tratat, convenție), în care se expun succint considerentele ce au determinat elaborarea acestora, principalele semnificații și finalitatea lor. Preambulul actelor normative îndeplinește un importat rol educativ, politic și juridic, contribuind la înțelegerea, aplicarea și respectarea lor.

## Preambuluri pe tipuri de acte juridice
În preambulurile actelor internaționale, de regulă, statele sunt enumerate - părți la tratat, părți la acord etc.
Preambulurile constituțiilor diferă în ceea ce privește conținutul: doar cele foarte scurte conțin o formulă solemnă de proclamare a unei constituții, stat extins istoria țării înainte de adoptarea unei constituții, perspective de dezvoltare, principii de politică de stat (de exemplu, preambulul Constituției RSFSR din 1978).
În preambulul contractului civil, se specifică locul și ora încheierii acestuia, numele societăților și locația contrapartidelor, părțile sunt definite ca contrapartide ("Vânzător" - "Cumpărător" etc.)